# Copa Libertadores da América de Futebol Feminino de 2019
A Copa Libertadores da América de Futebol Feminino de 2019, oficialmente CONMEBOL Libertadores Femenina 2019, foi a décima primeira edição da competição organizada pela Confederação Sul-Americana de Futebol (CONMEBOL). O torneio foi disputado em Quito, no Equador, entre os dias 11 e 28 de outubro.
O Corinthians se tornou o campeão ao derrotar a Ferroviária na final por 2 a 0, sendo esta a primeira final disputada por duas equipes do mesmo país na história da competição.

## Equipes classificadas
O formato foi mudado em relação ao torneio anterior e pela primeira vez terá dezesseis equipes: o detentor do título, o representante do país anfitrião, o clube campeão de cada uma das dez associações da CONMEBOL, e uma equipe adicional de cada um dos países que já tiveram times campeões da Libertadores Feminina até a competição de 2018: Brasil, Chile, Paraguai e Colômbia.
| Associação           | Equipe                    | Classificação                                   |
| -------------------- | ------------------------- | ----------------------------------------------- |
| CONMEBOL (2 vagas)   | Atlético Huila            | Campeão da Libertadores Feminina de 2018        |
| CONMEBOL (2 vagas)   | Deportivo Cuenca          | Campeão do Campeonato Equatoriano de 2019       |
| Brasil · (2 vagas)   | Corinthians               | Campeão do Campeonato Brasileiro de 2018        |
| Brasil · (2 vagas)   | Ferroviária               | 4º colocado do Campeonato Brasileiro de 2018[a] |
| Chile · (2 vagas)    | Santiago Morning          | Campeão do Campeonato Chileno de 2018           |
| Chile · (2 vagas)    | Colo-Colo                 | Vencedor do Play-off Pré-Libertadores de 2019   |
| Colômbia · (2 vagas) | América de Cali           | Campeão do Campeonato Colombiano de 2019        |
| Colômbia · (2 vagas) | Independiente Medellín[b] | Vice-campeão do Campeonato Colombiano de 2019   |
| Paraguai · (2 vagas) | Cerro Porteño             | Campeão do Campeonato Paraguaio de 2018         |
| Paraguai · (2 vagas) | Libertad[c]               | Vice-campeão do Campeonato Paraguaio de 2018    |
| Argentina · (1 vaga) | UAI Urquiza               | Campeão do Campeonato Argentino de 2018-19      |
| Bolívia · (1 vaga)   | Mundo Futuro              | Campeão Boliviano de 2019                       |
| Equador · (1 vaga)   | Ñañas                     | Vice-campeão do Campeonato Equatoriano de 2019  |
| Peru · (1 vaga)      | Municipalidad de Majes    | Campeão do Campeonato Peruano de 2018           |
| Uruguai · (1 vaga)   | Peñarol                   | Campeão do Campeonato Uruguaio de 2018          |
| Venezuela · (1 vaga) | Estudiantes de Caracas    | Campeão do Campeonato Venezuelano de 2019       |

a.^  O Rio Preto, vice-campeão do Campeonato Brasileiro de 2018, foi desativado e o Flamengo, terceiro colocado, optou por não disputar a competição por questões internas. Assim, sua vaga foi repassada para a Ferroviária, quarta colocada.
b.^  O Independiente Medellín irá disputar esta edição em parceria com o Formas Íntimas.
c.^  O Libertad irá disputar esta edição em parceria com o CS Limpeño, apesar de cada equipe possuir seu próprio departamento de futebol feminino.

## Sedes
Estas foram as sedes do torneio:
| Quito              | Quito              |
| ------------------ | ------------------ |
|                    |                    |
| Capacidade: 35 742 | Capacidade: 41 596 |

## Sorteio
O sorteio foi realizado em 30 de setembro as 16:00 (UTC-5) no Mercure Hotel Alameda Quito em Quito. Os times foram divididos em quatro potes com quatro times cada, sendo que os times do mesmo pote não poderiam cair no mesmo grupo. No primeiro pote foi colocada a equipe campeã do último torneio e o campeão equatoriano, automaticamente nas posições A1 e B1, o campeão colombiano foi colocado no pote 3 e as vagas adicionais foram postas no pote 4, já as outras equipes foram postas de acordo com a posição da sua federação no torneio anterior. Equipes do mesmo país não podem cair no mesmo grupo.
| Pote 1                                                       | Pote 2                                           | Pote 3                                                            | Pote 4                                                        |
| ------------------------------------------------------------ | ------------------------------------------------ | ----------------------------------------------------------------- | ------------------------------------------------------------- |
| Atlético Huila Deportivo Cuenca Corinthians Santiago Morning | UAI Urquiza Estudiantes de Caracas Ñañas Peñarol | Municipalidad de Majes Cerro Porteño Mundo Futuro América de Cali | Ferroviária Colo-Colo Independiente Medellín Libertad-Limpeño |

## Primeira fase
Os primeiros e segundos colocados de cada grupo avançaram para as quartas-de-finais da competição.
| Legenda | Legenda                    |
| ------- | -------------------------- |
|         | Classificados à fase final |
|         | Eliminados                 |

### Grupo A
| Pos. | Equipe         | Pts | J | V | E | D | GP | GC | SG |
| ---- | -------------- | --- | - | - | - | - | -- | -- | -- |
| 1    | Atlético Huila | 9   | 3 | 3 | 0 | 0 | 8  | 2  | +6 |
| 2    | Cerro Porteño  | 6   | 3 | 2 | 0 | 1 | 4  | 5  | -1 |
| 3    | Peñarol        | 1   | 3 | 0 | 1 | 2 | 3  | 5  | -2 |
| 4    | Colo-Colo      | 1   | 3 | 0 | 1 | 2 | 5  | 8  | -3 |

#### Confrontos
| Data   | Time 1         | Jogo | Time 2         |
| ------ | -------------- | ---- | -------------- |
| 11 out | Atlético Huila | 2–1  | Peñarol        |
| 11 out | Cerro Porteño  | 3–2  | Colo-Colo      |
| 15 out | Atlético Huila | 3–0  | Cerro Porteño  |
| 15 out | Peñarol        | 2–2  | Colo-Colo      |
| 18 out | Colo-Colo      | 1–3  | Atlético Huila |
| 18 out | Peñarol        | 0–1  | Cerro Porteño  |

### Grupo B
| Pos. | Equipe                 | Pts | J | V | E | D | GP | GC | SG  |
| ---- | ---------------------- | --- | - | - | - | - | -- | -- | --- |
| 1    | Deportivo Cuenca       | 9   | 3 | 3 | 0 | 0 | 10 | 3  | +7  |
| 2    | Ferroviária            | 6   | 3 | 2 | 0 | 1 | 15 | 4  | +11 |
| 3    | Estudiantes de Caracas | 3   | 3 | 1 | 0 | 2 | 4  | 7  | -3  |
| 4    | Mundo Futuro           | 0   | 3 | 0 | 0 | 3 | 2  | 17 | -15 |

#### Confrontos
| Data   | Time 1                 | Jogo | Time 2                 |
| ------ | ---------------------- | ---- | ---------------------- |
| 11 out | Deportivo Cuenca       | 3–1  | Estudiantes de Caracas |
| 11 out | Mundo Futuro           | 1–10 | Ferroviária            |
| 15 out | Deportivo Cuenca       | 5–1  | Mundo Futuro           |
| 15 out | Estudiantes de Caracas | 1–4  | Ferroviária            |
| 18 out | Ferroviária            | 1–2  | Deportivo Cuenca       |
| 18 out | Estudiantes de Caracas | 2–0  | Mundo Futuro           |

### Grupo C
| Pos. | Equipe           | Pts | J | V | E | D | GP | GC | SG  |
| ---- | ---------------- | --- | - | - | - | - | -- | -- | --- |
| 1    | Corinthians      | 7   | 3 | 2 | 1 | 0 | 8  | 4  | +4  |
| 2    | América de Cali  | 6   | 3 | 2 | 0 | 1 | 8  | 4  | +4  |
| 3    | Libertad-Limpeño | 4   | 3 | 1 | 1 | 1 | 5  | 3  | +2  |
| 4    | Ñañas            | 0   | 3 | 0 | 0 | 3 | 2  | 12 | -10 |

#### Confrontos
| Data   | Time 1           | Jogo | Time 2           |
| ------ | ---------------- | ---- | ---------------- |
| 14 out | Corinthians      | 3–1  | Club Ñañas       |
| 14 out | América de Cali  | 1–0  | Libertad-Limpeño |
| 17 out | Corinthians      | 3–1  | América de Cali  |
| 17 out | Club Ñañas       | 0–3  | Libertad-Limpeño |
| 19 out | Libertad-Limpeño | 2–2  | Corinthians      |
| 19 out | Club Ñañas       | 1–6  | América de Cali  |

### Grupo D
| Pos. | Equipe                 | Pts | J | V | E | D | GP | GC | SG  |
| ---- | ---------------------- | --- | - | - | - | - | -- | -- | --- |
| 1    | UAI Urquiza            | 7   | 3 | 2 | 1 | 0 | 10 | 3  | +7  |
| 2    | Santiago Morning       | 5   | 3 | 1 | 2 | 0 | 8  | 3  | +5  |
| 3    | Independiente Medellín | 4   | 3 | 1 | 1 | 1 | 8  | 3  | +5  |
| 4    | Municipalidad de Majes | 0   | 3 | 0 | 0 | 3 | 0  | 17 | -17 |

#### Confrontos
| Data   | Time 1                 | Jogo | Time 2                 |
| ------ | ---------------------- | ---- | ---------------------- |
| 14 out | Santiago Morning       | 2–2  | UAI Urquiza            |
| 14 out | Municipalidad de Majes | 0–6  | Independiente Medellín |
| 17 out | Santiago Morning       | 5–0  | Municipalidad de Majes |
| 17 out | UAI Urquiza            | 2–1  | Independiente Medellín |
| 19 out | Independiente Medellín | 1–1  | Santiago Morning       |
| 19 out | UAI Urquiza            | 6–0  | Municipalidad de Majes |

## Fase final
A fase final foi disputada no Olímpico Atahualpa. Os horários seguem o UTC-5.
|  | Quartas-de-final      | Quartas-de-final      |                       |                 | Semifinais        | Semifinais        |  |  | Final                 | Final |
|  |                       |                       |                       |                 |                   |                   |  |  |                       |       |
|  | 21 de outubro – 17:00 |                       |                       |                 |                   |                   |  |  |                       |       |
|  |                       |                       |                       |                 |                   |                   |  |  |                       |       |
|  | Atlético Huila        | 2                     |                       |                 |                   |                   |  |  |                       |       |
|  | Atlético Huila        | 2                     | 24 de outubro – 19:30 |                 |                   |                   |  |  |                       |       |
|  | Ferroviária           | 3                     |                       |                 |                   |                   |  |  |                       |       |
|  | Ferroviária           | 3                     | Ferroviária           | 2               |                   |                   |  |  |                       |       |
|  | 21 de outubro – 19:30 |                       | Ferroviária           | 2               |                   |                   |  |  |                       |       |
|  |                       | Cerro Porteño         | 1                     |                 |                   |                   |  |  |                       |       |
|  | Deportivo Cuenca      | Cerro Porteño         | 1                     | 3 (3)           |                   |                   |  |  |                       |       |
|  | Deportivo Cuenca      |                       | 28 de outubro – 19:30 | 3 (3)           |                   |                   |  |  |                       |       |
|  | Cerro Porteño (pen)   | 3 (4)                 |                       |                 |                   |                   |  |  |                       |       |
|  | Cerro Porteño (pen)   | 3 (4)                 | Ferroviária           | 0               |                   |                   |  |  |                       |       |
|  | 22 de outubro – 17:00 |                       | Ferroviária           | 0               |                   |                   |  |  |                       |       |
|  |                       | Corinthians           | 2                     |                 |                   |                   |  |  |                       |       |
|  | Corinthians           | Corinthians           | 2                     | 2               |                   |                   |  |  |                       |       |
|  | Corinthians           | 25 de outubro – 19:30 |                       | 2               |                   |                   |  |  |                       |       |
|  | Santiago Morning      | 0                     |                       |                 |                   |                   |  |  |                       |       |
|  | Santiago Morning      | 0                     | Corinthians           | 4               | Terceiro colocado | Terceiro colocado |  |  |                       |       |
|  | 22 de outubro – 19:30 |                       | Corinthians           | 4               | Terceiro colocado | Terceiro colocado |  |  |                       |       |
|  |                       | América de Cali       | 0                     |                 |                   |                   |  |  |                       |       |
|  | UAI Urquiza           | América de Cali       | 0                     | 2               | Cerro Porteño     | 1                 |  |  |                       |       |
|  | UAI Urquiza           |                       |                       | 2               | Cerro Porteño     | 1                 |  |  |                       |       |
|  | América de Cali       | 3                     |                       | América de Cali | 3                 |                   |  |  |                       |       |
|  | América de Cali       | 3                     |                       |                 | 3                 |                   |  |  |                       |       |
|  |                       |                       |                       |                 |                   |                   |  |  | 28 de outubro – 17:00 |       |
|  |                       |                       |                       |                 |                   |                   |  |  |                       |       |

### Final
| 28 de outubro | Ferroviária | 0 – 2     | Corinthians                          | Estádio Olímpico Atahualpa, Quito |
| 19:30 (UTC-5) |             | Relatório | Giovanna Crivelari 74' · Juliete 90' | Árbitro: VEN Emikar Calderas      |

## Premiação
| CONMEBOL Libertadores Feminina 2019 |
| Brasil                              |
| ----------------------------------- |
| Corinthians Campeão (2º título)     |

## Estatísticas
| Jogador             | Equipe           | Gols |
| ------------------- | ---------------- | ---- |
| Nathane             | Ferroviária      | 9    |
| Madelin Riera       | Deportivo Cuenca | 8    |
| Mariana Larroquette | UAI Urquiza      | 6    |
| Gisela Robledo      | América de Cali  | 6    |
| Kena Romero         | Atlético Huila   | 6    |
| Millene             | Corinthians      | 5    |
| Aline Milene        | Ferroviária      | 4    |
| Catalina Usme       | América de Cali  | 4    |
| Marta Agüero        | Cerro Porteño    | 3    |
| Dahiana Bogarín     | Cerro Porteño    | 3    |
| Juliete             | Corinthians      | 3    |
| Liz Peña            | Libertad         | 3    |
| María José Rojas    | Santiago Morning | 3    |

| Jogadora             | Clube            | Adversário             | Placar | Data          |
| -------------------- | ---------------- | ---------------------- | ------ | ------------- |
| Madelin Riera        | Deportivo Cuenca | Estudiantes de Caracas | 3–1    | 11 de outubro |
| Nathane5             | Ferroviária      | Mundo Futuro           | 10–1   | 11 de outubro |
| María José Rojas     | Santiago Morning | Municipalidad de Majes | 5–0    | 17 de outubro |
| Gisela Robledo       | América de Cali  | Ñañas                  | 6–1    | 19 de outubro |
| Mariana Larroquette4 | UAI Urquiza      | Municipalidad de Majes | 6–0    | 19 de outubro |
| Madelin Riera        | Deportivo Cuenca | Cerro Porteño          | 3–3    | 21 de outubro |

## Classificação geral
Oficialmente a CONMEBOL não reconhece uma classificação geral de participantes na Copa Libertadores. A tabela a seguir classifica as equipes de acordo com a fase alcançada e considerando os critérios de desempate.
| Classificação final              | Classificação final    | Classificação final | Classificação final | Classificação final | Classificação final | Classificação final | Classificação final | Classificação final | Classificação final | Classificação final | Classificação final |
| Pos.                             | Times                  | P                   | J                   | V                   | E                   | D                   | GP                  | GC                  | SG                  |                     |                     |
| -------------------------------- | ---------------------- | ------------------- | ------------------- | ------------------- | ------------------- | ------------------- | ------------------- | ------------------- | ------------------- | ------------------- | ------------------- |
| Campeão                          |                        |                     |                     |                     |                     |                     |                     |                     |                     |                     |                     |
| 1                                | Corinthians            | 16                  | 6                   | 5                   | 1                   | 0                   | 16                  | 4                   | +12                 |                     |                     |
| Vice-campeão                     |                        |                     |                     |                     |                     |                     |                     |                     |                     |                     |                     |
| 2                                | Ferroviária            | 12                  | 6                   | 4                   | 0                   | 2                   | 20                  | 9                   | +11                 |                     |                     |
| Eliminados nas semifinais        |                        |                     |                     |                     |                     |                     |                     |                     |                     |                     |                     |
| 3                                | América de Cali        | 12                  | 6                   | 4                   | 0                   | 2                   | 14                  | 11                  | +3                  |                     |                     |
| 4                                | Cerro Porteño          | 7                   | 6                   | 2                   | 1                   | 3                   | 9                   | 13                  | -4                  |                     |                     |
| Eliminados nas quartas-de-finais |                        |                     |                     |                     |                     |                     |                     |                     |                     |                     |                     |
| 5                                | Deportivo Cuenca       | 10                  | 4                   | 3                   | 1                   | 0                   | 13                  | 6                   | +7                  |                     |                     |
| 6                                | Atlético Huila         | 9                   | 4                   | 3                   | 0                   | 1                   | 10                  | 5                   | +5                  |                     |                     |
| 7                                | UAI Urquiza            | 7                   | 4                   | 2                   | 1                   | 1                   | 12                  | 6                   | +6                  |                     |                     |
| 8                                | Santiago Morning       | 5                   | 4                   | 1                   | 2                   | 1                   | 8                   | 5                   | +3                  |                     |                     |
| Eliminados na primeira fase      |                        |                     |                     |                     |                     |                     |                     |                     |                     |                     |                     |
| 9                                | Independiente Medellín | 4                   | 3                   | 1                   | 1                   | 1                   | 8                   | 3                   | +5                  |                     |                     |
| 10                               | Libertad-Limpeño       | 4                   | 3                   | 1                   | 1                   | 1                   | 5                   | 3                   | +2                  |                     |                     |
| 11                               | Estudiantes de Caracas | 3                   | 3                   | 1                   | 0                   | 2                   | 4                   | 7                   | –3                  |                     |                     |
| 12                               | Peñarol                | 1                   | 3                   | 0                   | 1                   | 2                   | 3                   | 5                   | –2                  |                     |                     |
| 13                               | Colo-Colo              | 1                   | 3                   | 0                   | 1                   | 2                   | 5                   | 8                   | –3                  |                     |                     |
| 14                               | Ñañas                  | 0                   | 3                   | 0                   | 0                   | 3                   | 2                   | 12                  | –10                 |                     |                     |
| 15                               | Mundo Futuro           | 0                   | 3                   | 0                   | 0                   | 3                   | 2                   | 17                  | –15                 |                     |                     |
| 16                               | Municipalidad de Majes | 0                   | 3                   | 0                   | 0                   | 3                   | 0                   | 17                  | –17                 |                     |                     |